# Selvagens-szigetek
A Selvagens-szigetek lakatlan, kopár szirtekből álló csoportja földrajzilag a Kanári-szigetekhez sorolható (azoktól egy kevéssel északra), mivel azonban Portugália birtoka, általában a Madeira-szigetek részének tekintik; közigazgatásilag a Madeira-szigetek Funchal járásához tartozik.
A szigetek – kialudt, forrópont típusú vulkánok csúcsai – két csoportban bukkannak a tenger színe fölé. A három legjelentősebb sziget:
- Selvagem Grande,
- Selvagem Pequena és
- Ilhéu de Fora

Az „ornitológiai paradicsomnak” tekintett szigetcsoport 1971 óta a tengeri madárvilág rezervátuma; Portugália legelső természetvédelmi területe.

## Képek

A szigetek fekvése
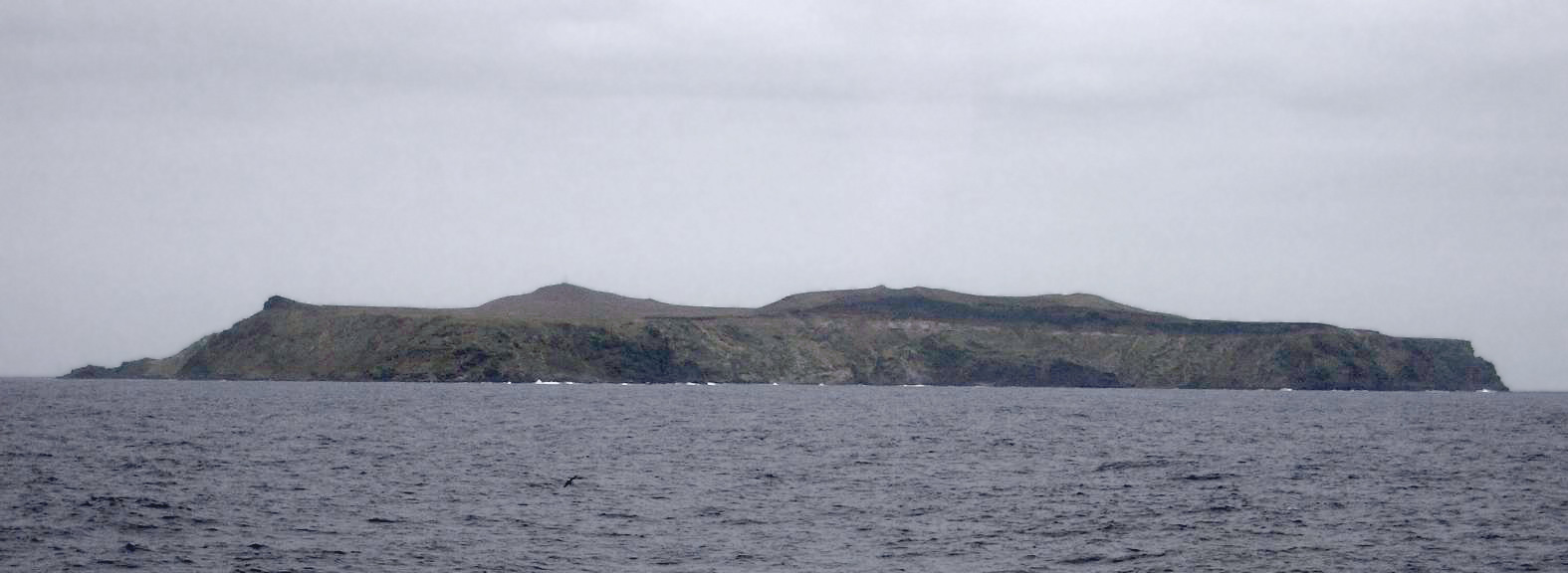
Selvagem Grande
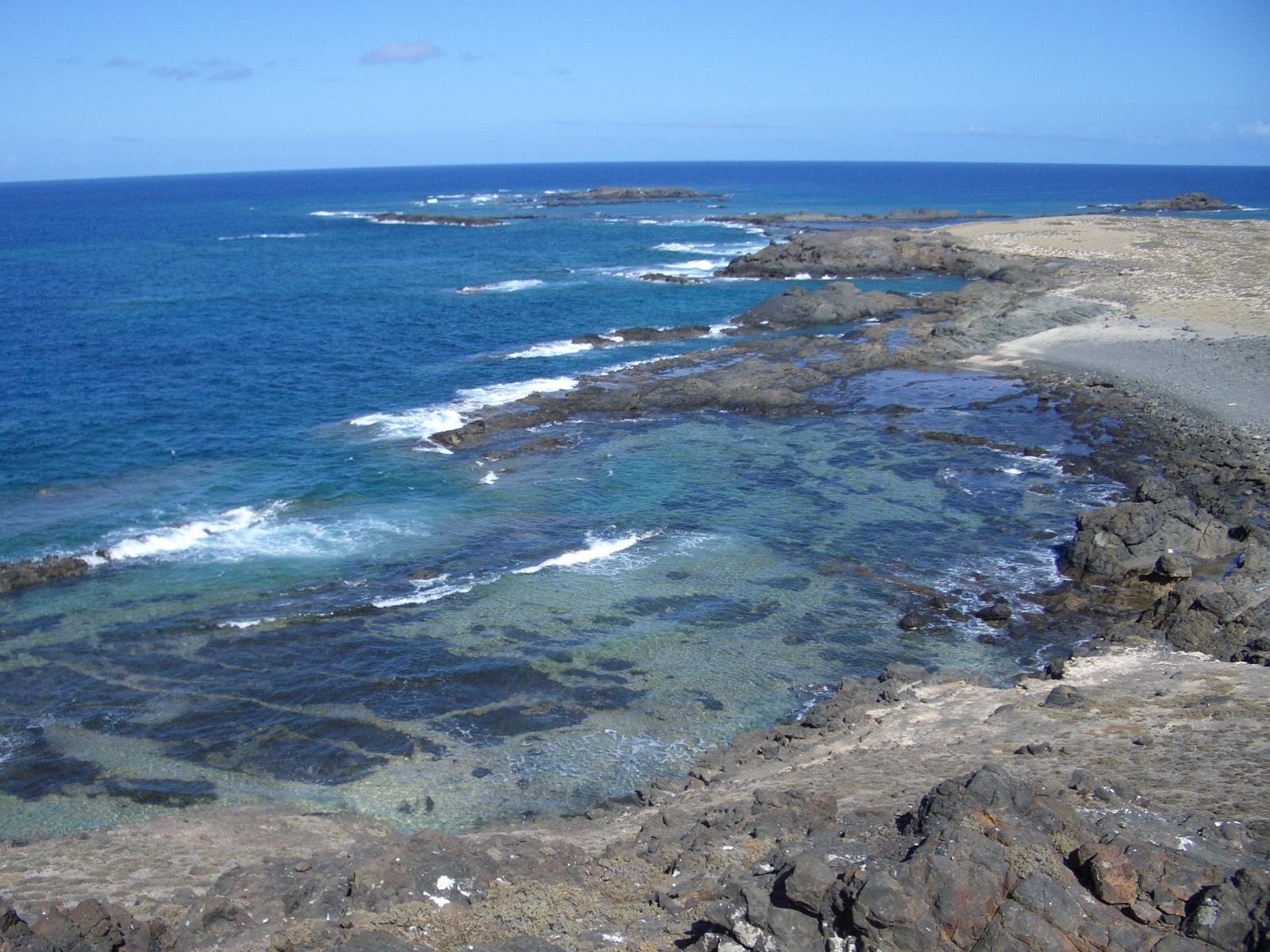
Selvagem pequena partszakasz